# Dakota (Wisconsin)
Dakota – miasto w Stanach Zjednoczonych, w stanie Wisconsin, w hrabstwie Waushara.